# Амирэджиби, Чабуа Ираклиевич
Мзечабук (Ча́буа) Ира́клиевич Амирэджи́би (груз. ჭაბუა [მზეჭაბუკ] ირაკლის ძე ამირეჯიბი, в монашестве Давид, груз. დავითი; 18 ноября 1921, Тифлис — 12 декабря 2013, Тбилиси) — грузинский советский писатель, классик грузинской литературы XX века, автор романа «Дата Туташхиа» (1973—1975) и ряда других произведений.

## Биография
Родился в Тбилиси в семье юриста, происходящего из древнего княжеского рода. В 1938 году его отец — адвокат Ираклий Георгиевич Амирэджиби был арестован и погиб во время следствия, мать — Мариам Михайловна, урождённая Накашидзе (1896–1972) была приговорена к десяти годам лагерей. 
Репрессирован был муж сестры матери — Тамары Михайловны Накашидзе (1895—1983) — Василий Сергеевич Иловайский.
Другая сестра матери — Нелли Михайловна Накашидзе (1888—1983) была замужем за политиком Симоном Гургеновичем Мдивани. 
Родной брат прадеда Чабуа Амирэджиби по материнской линии — князь Александр Давидович Никашидзе.
Дядя (родной брат отца) — Шалва Георгиевич Амирэджиби, поэт, политик.
В 1944 году за участие в студенческой политической группе «Белый Георгий» Чабуа Амирэджиби был приговорён к 25 годам заключения. Трижды бежал, причём в третий раз по поддельным документам попал в Белоруссию и стал директором завода, однако снова был арестован и отправлен в заключение. Активный участник восстания заключённых в Норильске в 4-м лагерном отделении Горлага. С этапом «штрафников» отправлен на Колыму в Берлаг. Освобождён в 1959 году. С 1960 года занимается литературной деятельностью. Первая книга (сборник рассказов) вышла в 1962 году.
Роман «Дата Туташхиа» (1973—1975, авторский перевод на русский язык — 1976) — эпическое произведение в четырёх частях, действие которого происходит в дореволюционной Грузии. Герой его, Дата Туташхиа, «благородный разбойник» и борец с несправедливостью, названный по имени героя языческой грузинской мифологии Туташхи, задаётся целью улучшить мир. В каждой из четырёх частей он проходит одну из стадий — энтузиазм в борьбе с насилием, разочарование, борьба при помощи самопожертвования. Книга написана в форме связанных общим сюжетом вставных новелл. Стиль Амирэджиби напоминает магический реализм.
Второй роман Амирэджиби — «Гора Мборгали» (1994, авторский перевод на русский язык — 1996). Действие его происходит в советский период истории Грузии. Герой романа Иагор Каргоретели по прозвищу Гора Мборгали странствует по стране, совершая шесть побегов из лагеря, без видимой цели, только ради движения как абсолютной свободе.
Третий роман Амирэджиби, «Георгий Блистательный» (на сюжет из грузинской истории XIV века), вышел в 2005 году; на русский язык не переведён.
Амирэджиби работал в кино и журналистике. Ему принадлежит сценарий сериала «Берега» по собственному роману «Дата Туташхиа»; за этот сценарий Амирэджиби в 1981 году получил Государственную премию СССР. Работал главным редактором основанной им газеты «Обновлённая Иверия»[когда?].
В 1992—1995 годах был депутатом грузинского парламента. В 2010 году открыто выступил с обвинениями в адрес режима Михаила Саакашвили.
Награждён орденом святого Георгия Грузинской православной церкви (2009), орденом Чести (1995), орденом Вахтанга Горгасала первой и второй степеней. Лауреат Государственной премии Грузинской ССР имени Шота Руставели.
Именем Чабуа Амирэджиби назван построенный в 2004 году в Южной Корее грузинский танкер, второе судно, построенное после провозглашения независимости Грузии. Сам писатель не смог присутствовать на церемонии спуска на воду, его заменял сын Лаша Амирэджиби.
В октябре 2010 года Амирэджиби получил благословение постричься в монахи от главы Грузинской православной церкви Илии Второго. Он получил также благословение Патриарха на продолжение творческой деятельности. Священный синод Грузинской православной церкви в виде исключения разрешил 89-летнему писателю пребывать не в монастыре (писатель к этому времени уже долгое время был лишён дара речи и тяжело болен), а в собственном доме; постригшемуся монаху было присвоено церковное имя Давид в честь святого царя Давида Агмашенебели. Чин пострига писателя в монахи совершил митрополит Боржомский и Бакурианский Серафим (Джоджуа).
Являлся членом редакционного совета журнала «Детектив и политика».

## Память
Похоронен в Пантеоне Мтацминда.
Именем Чабуа Амирэджиби названа улица в Тбилиси.

## Семья
- Сестра — Родам (1918—1994), вторая жена поэта Михаила Светлова; впоследствии вышла замуж за физика Бруно Понтекорво[14].
- Сестра — Натия (1934—2014), киновед, кандидат искусствоведения, жена философа Зураба Какабадзе.

Чабуа Амирэджиби был женат несколько раз. У него шестеро детей, девятеро внуков и трое правнуков.
- Жена — Нино Бучукури
  - Дочь — Манана Мзечабуковна Амирэджиби (род. в 1946), писатель[14].
- Жена — Надежда Альшук
  - Дочь — Лейла Мзечабуковна Амирэджиби (1948—2016), юрист, сотрудник секции интересов Грузии посольства Швейцарии в Москве[14].
- Жена — Марина Павловна Мхеидзе
  - Сын — Ираклий Мзечабукович Амирэджиби (1963—1992), погиб во время Абхазской войны[14].
  - Сын — Лаша Мзечабукович Амирэджиби (род. в 1964), скульптор, ветеран войны в Абхазии.
- Жена — Тамара Георгиевна Джавахишвили (род. в 1937), поэт-переводчик
  - Сын — Курцик (Куцна) Мзечабукович Амирэджиби (род. в 1967), оператор документальных фильмов.
  - Сын — Шалва Мзечабукович Амирэджиби (род. в 1970), биолог, ветеран Абхазской войны.

## Произведения
- «Мой дядя — сапожник» (груз. მოთხრობები «ჩემი მეჯღანე ბიძა» (მოთხრობების კრებული), 1963)
- «Исповедь быка» (груз. ხარის აღსარება (მოთხრობების კრებული), 1964)
- «Георгий Бурдули» (груз. გიორგი ბურდული, новелла, 1965)
- «Дата Туташхиа», роман (груз. დათა თუთაშხია, 1973—1975, авторский перевод романа на русский язык — (1976). Государственная премия Грузинской ССР имени Шота Руставели (1982).
- «Гора Мборгали», роман (груз. გორა მბორგალი, 1995, авторский перевод романа на русский язык — 1996).
- «Георгий Блистательный», роман (груз. გიორგი ბრწყინვალე, 2005).
- Сценарий фильма «Берега» (1977), Государственная премия СССР (1981).
- Рассказы.

## Комментарии
1. ↑  «После того как началась война между Германией и СССР, мой близкий друг и ровесник Леван (он же Мустафа) Александрович Шелия основал нелегальную национально-освободительную организацию "Тетри Гиорги", в которой вместе со мной объединились как грузины <...>, так и негрузины, проживающие в Тбилиси <...>.  Все мы были настроены антисоветски. Нашей главной целью было свержение ненавистного оккупационного режима и восстановление независимого грузинского государства. Мы надеялись, что немецкие войска, которые успешно заняли западную часть Северного Кавказа и к осени 1942 года непосредственно вышли к подступам Грузии, скоро освободят нас от советского режима»[7].